# Bieriendino (stacja kolejowa)
Bieriendino (ros. Берендино) – stacja kolejowa w miejscowości Bieriendino, w rejonie woskriesienskim, w obwodzie moskiewskim, w Rosji. Położona jest na Wielkim Pierścieniu Kolei Moskiewskiej.